# Plectus geophilus
Plectus geophilus is een rondwormensoort uit de familie van de Plectidae. De wetenschappelijke naam van de soort is voor het eerst geldig gepubliceerd in 1881 door de Man.